# Helgoland-osztály (1909)
A Helgoland-osztály volt a Császári Haditengerészet második dreadnought-mintájú csatahajóosztálya a Nassau-osztály után. Négy egysége a Helgoland, az Oldenburg, az Ostfriesland és a Thüringen voltak, melyeket 1908-1912 között építettek meg. Gyakran Ostfriesland-osztályként is említik. A Nassau-osztályhoz képest a tervei számos jelentős fejlesztést tartalmaztak: a nehéztüzérség lövegeinek űrméretét 28 cm-ről 30,5 cm-re növelték és a meghajtást is jelentősen korszerűsítették. Az új hajók már három kéményesek voltak, szemben a korábbi osztály kettő kéményével, de az elsődleges tüzérség lövegtornyait továbbra is hatszög alakban helyezték el.
A hajók az I. csatahajórajhoz (Geschwader I) tartoztak és annak I. divízióját (Division I) alkották, míg a Nassau-osztály egységei annak II. divízióját. Az első világháború számos hadműveletében részt vettek, így a skagerraki csatában és a Rigai-öbölben végrehajtott támadó hadműveletben. Mind a négy egység átvészelte a háborút és bár nem szerepeltek az internálandó hajók listáján, az internált hajók önelsüllyesztése után jóvátételként az osztály hajóit is elkobozták. Az Ostfrieslandot az amerikai haditengerészet kapta meg, mely kísérleti bombázások során süllyesztette el 1921 júliusában. A Helgolandot és az Oldenburgot a britek és a japánok kapták meg és 1921-ben lebontották őket. A Thüringent 1920-ban Franciaország kapta meg, ahol tüzérségi célhajónak használták. 1923 és 1933 között lebontották.

## Tervezés
Az Oroszország csatlakozásával 1907-ben létrejövő hármas antant révén a Német Birodalom jelentősen elszigetelődött a kontinensen. Nyugatról és immár keletről is nagy szárazföldi hadseregek fenyegették, a brit flotta pedig a világkereskedelemtől vághatta el az Északi-tengeren felállított blokáddal. Tirpitz tengernagy erre a fejleményre nagyobb és erősebb kapitális hadihajók megépítésével kívánt reagálni. Célkitűzését a következőképpen fogalmazta meg:
A cél, amit szem előtt kell tartanom … technikai és szervezési valamint politikai finanszírozási okokból, az a folyamatos építés.
Az elképzeléseit az 1900-ban elfogadott flottatörvény második kiegészítéseként terjesztette elő és a Reichstag 1908. március 27-én fogadta el.
A német dreadnoughtok második osztályának tervezésekor jelentős viták voltak arról, hogy milyen változtatásokat eszközöljenek a Nassau-osztály egységeihez képest. 1906 májusában a Birodalmi Tengerészeti Hivatal (Reichsmarineamt – RMA) értesült arról, hogy a britek 13,5 hüvelykes (356 mm) űrméretű lövegekkel ellátott csatahajókat építenek. A haditengerészeti minisztérium ennek hatására a lövegek űrméretének 28 cm-ről 30,5 cm-re való növelése mellett foglalt állást. Tirpitz vonakodott belemenni ebbe a változtatásba, mivel el akarta kerülni, hogy az angol-német fegyverkezési verseny eszkalálódjon. Miután 1907 elején ismertté vált, hogy az Egyesült Államok haditengerészete is 30,5 cm-es űrméretű lövegekkel fogja felszerelni a csatahajóit, Tirpitz már nem ellenezte az erősebb ágyúk alkalmazását. 1907 márciusában a fejlesztő részleget utasította egy 30,5 cm-es ágyúkkal és 320 mm-es övpáncélzattal ellátott csatahajó terveinek elkészítéséhez.
A fő fegyverzet elhelyezését illetően viták folytak. A brazil rendelésre brit hajógyárakban épített két Minas Geraes-osztályú csatahajón ugyanannyi ágyút helyeztek el, de jóval hatékonyabb elrendezésben, mint a Nassau-osztályé volt. A Brazíliának gyártott hajók mindkét végén lépcsőzetesen helyeztek el két-két lövegtornyot a középvonal mentén és átlósan egy-egy lövegtornyot a hajó két oldalán, annak középső részén. Tirpitz ezt a kialakítást részesítette volna előnyben, de a fejlesztő részleg véleménye szerint a lépcsőzetesen egymás mögött szorosan elhelyezett tornyokat egy találat is egyszerre kiiktathatta volna. Emiatt végül a Helgoland-osztály egységeinél is megtartották a korábbi hatszög alakú elrendezést.
Az újonnan elfogadott törvénymódosítás kikötötte, hogy a nagy hadihajók szolgálati idejét 25-ről le kell vinni 20-ra. Ezzel kívánták rábírni a Reichstagot, hogy az elavult egységek gyorsabb cseréje révén nagyobb összeget szavazzon meg a fejlesztésekre. Az állománycsökkentés a Siegfried- és Oldenburg-osztályú partvédő páncélosok valamint a Brandenburg-osztályú régi csatahajók (sorhajókat) cseréjét jelentette volna. A Tirpitz által az 1906-os flottatörvény első kiegészítésének szánt tervezetben hiába szorgalmazott csatahajókat ezúttal már elfogadta a Reichstag. A módosítás 1 milliárd aranymárkával növelte a haditengerészet költségvetését. 
Miután a négy Sachsen-osztályú kazamatapáncélost lecserélték a Nassau-osztály egységeire, a Siegfried-osztály három egységét – a Siegfried, Beowulf, Frithjof – és az egyedi építésű Oldenburg partvédő páncélost tervezték leváltani. A Helgoland-osztály egységeit – Helgoland, Ostfriesland, Thüringen illetve Oldenburg – ennek megfelelően Ersatz Siegfried, Ersatz Oldenburg, Ersatz Beowulf illetve Ersatz Frithjof átmeneti megjelöléssel rendelték meg.

### Általános jellemzők
A Helgoland-osztály egységei 167,2 méterükkel hosszabbak voltak az elődeiknél. Szélességük 28,5 méter, teljes terhelés mellett a merülésük 8,94 méter volt. Vízkiszorításuk átlagos terhelés mellett 22.808 tonna, teljes terheléssel 24.700 tonna volt, ami közel 4000 tonnával volt nagyobb a Nassau-osztály egységeinél. A hajókat 17 vízhatlan rekesszel látták el és a dupla fenék a hajótest hosszának 86%-át fedte.
A hajók kezelhetősége jelentősen jobb volt a Nassau-osztályhoz képest, azoknál jobb tengeri járművek voltak és nem voltak hajlamosak az azokéhoz hasonló kilengésekre. A kormánymű mozgására kellően reagáltak és szűk volt a fordulókörük, az erős hullámzás csak minimális sebességvesztést okozott náluk. Erős kormányzásnál a sebességük akár 54%-át is elveszíthették és 7°-ban is megdőlhettek. Összehasonlításként a Nassau-osztálynál a sebességveszteség 70%-os, a megdőlés pedig 12°-os is lehetett ilyen esetekben.

### Meghajtás
A Helgoland-osztálynál megtartották a korábbi expanziós gőzgépeket, ahelyett, hogy a brit hajóknál is már alkalmazott gőzturbinákat alkalmazták volna. A döntés hátterében anyagi megfontolások húzódtak: a Parsons vállalat monopolhelyzetben volt a gőzturbinák előállítása területén és 1 millió márka jogdíjat kért minden egyes turbina után. A három négyhengeres gőzgépet külön géptermekben helyezték el és mindegyik egy-egy négyszárnyú, 5,1 méter átmérőjű hajócsavarral rendelkező tengelyt hajtott meg. A gőzgépeket 15 marine-típusú, két tűzszekrényes kazán látta el gőzzel. A hajtóművek teljesítményét 28000 lóerőben adták meg, amivel 20,5 csomós csúcssebességet érhettek el. A próbajáratok során azonban a gépeik 35500 lóerő leadására is képesek voltak és a 21,3 csomót is elérték. A hajók üzemanyagkészlete 3200 tonna szén volt, ami mellé később 197 tonna olajnak is alakítottak ki tárhelyet. Az olajt a szénre permetezve fokozták annak égését, aminek köszönhetően 0,5 csomóval tudták növelni a hajó sebességét, ugyanakkor azonban a hatótávolsága jelentősen csökkent. Teljes felszereltséggel a hajók 10 csomós sebesség mellett 10.200 km-t tehettek meg. A hajók számára az elektromos áramot nyolc turbó-generátor állította elő 2000 kW-os (225V) összteljesítménnyel. A hajók egyik érdekessége volt az egymás mögött elhelyezett két kormánylapát, mely révén feltűnően szűken voltak képesek fordulókat végrehajtani.

### Fegyverzet

a Nassau-osztály egységeihez hasonlóan (a képen) a Helogoland-osztály is lövegtornyai is hexagonális elrendezésűek voltak

A fő fegyverzet elhelyezése a Nassau-osztályéhoz hasonlóan történt a szokatlannak számító hatszög-alakban. 12 darab 30,5 cm-es, 50 kaliberhosszúságú (L/50) gyorstüzelő ágyút (6 × 2) helyeztek el Drh LC/1908 jelzésű, magas oszloptörzsű talapzatokon, melyek a korábbi LC/1907 és LC/1906 változatok továbbfejlesztett változatai voltak. A hat darab két löveggel rendelkező lövegtornyok közül egyet-egyet elől és hátul, kettő-kettőt a hajó két oldalán helyezték el. Az ágyúkat −8°-ban lehetett süllyeszteni és 13.5°-ban lehetett emelni, de ezeket később −5.5°-re illetve 16°-ra módosították. Az ágyúk lövedéke 405 kg-os volt, melyeket 855 m/s sebességgel lőttek ki. 13.5° csőemelkedés mellett a maximális lőtávolság 18.700 méter volt, a módosítás utáni 16°-os legnagyobb elérhető emeléssel 20.500 méter volt. Az elsődleges tüzérség lőszerkészlete 1020 lövedék volt, így minden ágyúra 85 lövedék jutott.
A 30,5 cm-es űrméret alkalmazásával a németek felzárkóztak a brit és amerikai csatahajókhoz tűzerő tekintetében, azonban a britek az 1910-től vízrebocsátott első szuper-dreadnoughtokat, az Orion osztályú csatahajókat már 343 mm-es ágyúkkal szerelték fel. Egyes véleméynek szerint a német béléscsöves rendszerű ágyúinak nagyobb torkolati sebessége jobb ballisztikus tulajdonságot kölcsönzött a lövedéknek, ami a brit tekercselt eljárással készült ágyúk lövedékeinek nagyobb súlyát ellensúlyozta. Ez utóbbi megállapítást azonban vitathatóvá teszik az I. világháborús, brit tulajdonba került német csatahajók lövegeivel szerzett tapasztalatok nyomán hasonló, nagy torkolati sebességő, de relatíve könnyebb lövedéket tüzelő 406 mm-es ágyúkkal felszerelt Nelson osztályú csatahajók lövegeinek problémái.
A hajók másodlagos tüzérsége kazamatákban elhelyezett 14 darab 15 cm-es (L/45) gyorstüzelő ágyúból állt. Az ágyúk 45,3 kg-os lövedékeket lőttek ki 840 m/s torkolati sebességgel. A maximális 19°-os emelkedésnél 14950 méterre is el tudtak lőni. A hajó rendelkezett 14 darab 8,8 cm-es (L/45) gyorstüzelő tengerészeti ágyúval, melyek a 10 kg-os lövedéküket 650 m/s torkolati sebességgel lőtték ki és a maximális 25°-os emelkedéssel 9600 méterig volt hatásos a tüzük. 1914-ben két 8,8 cm-es ágyúját eltávolították és hasonló űrméretű légvédelmi ágyúkat kapott helyette. 1916-17 között a maradék kazamatákban elhelyezett 8,8-asokat is eltávolították. Ezek a légvédelmi ágyúk valamivel könnyebb (9,6 kg) lövedékeket lőttek ki 770 m/s torkolati sebességgel. 45° fokos maximális emelkedés mellett 11.800 méter volt a hatásos lőtávolságuk. A Helgoland-osztály egységeit a lövegeken kívül felszerelték még 6 darab 50 cm-es vízalatti torpedóvető csővel is, melyek közül egyet-egyet a hajó orrában és farában, kettőt-kettőt pedig a két oldalán a torpedóválaszfalak végeinél.

### Páncélzat

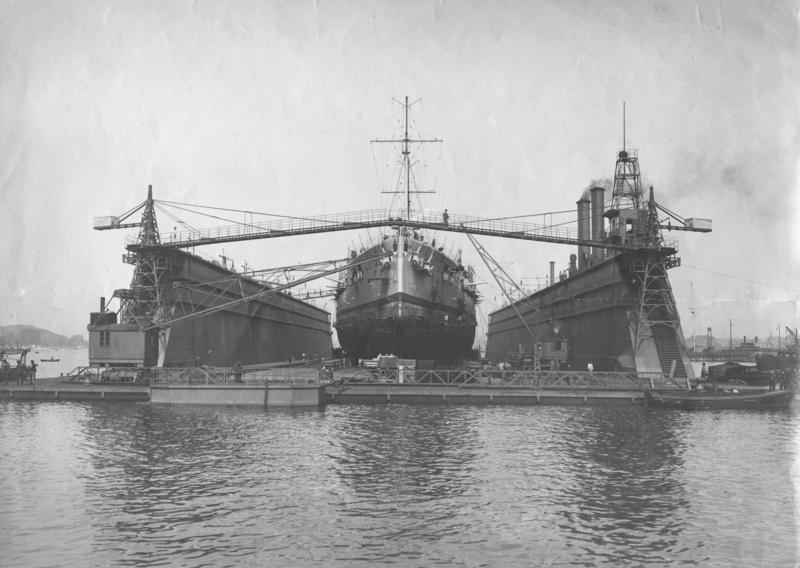
a Helgoland szárazdokkban

A Helgoland-osztályt Krupp cementált páncéllemezekkel látták el, csaknem ugyanolyan elrendezésben, mint a korábbi Nassau-osztályú hajókat. Az egyetlen nagyobb különbség az elsődleges és a másodlagos tüzérség védettségének kismértékű növelése illetve az elülső parancsnoki torony nagymértékben növelt páncélvastagsága volt. A hajók páncélöve a létfontosságú berendezéseket oltalmazó helyeken 30 cm vastag volt, azon túl a hajó elején és végén 8 cm. A fő páncélöv mögött elhelyezett torpedóválaszfal vastagsága 3 cm vastag volt. A parancsnoki torony teteje 20 cm, oldala 40 cm vastag páncéllemez volt. A hátulsó parancsnoki torony nem volt ilyen mértékben páncélozva: felül 15 cm, oldalt 20 cm vastag volt a páncélzatának vastagsága. A lövegtornyok teteje 10 cm, oldala 30 cm vastag volt. A másodlagos tüzérség kazamatáinak páncélvastagsága 17 cm volt, a lövegpajzsoké 8 cm. A Helgoland-osztályt felszerelték torpedófogó hálókkal is, de ezeket a skagerraki csata tapasztalatai után leszerelték.

## Építés
Az osztály négy egységét rendelték meg és mind a négyet megépítették. A Helgolandot a Howaldtswerke építette Kielben. Gerincét 1908. november 11-én fektették le, a hajótestet 1909. szeptember 25-én bocsátották vízre és az elkészült csatahajót 1911. augusztus 23-án adták át.
Az Ostfriesland Kaiserliche Werft építette Wilhelmshavenben. 1908. október 19-én fektették le a gerincét, 1909. szeptember 30-án bocsátották vízre (öt nappal a Helgoland után) és 1911. augusztus 11-én adták át.
A Thüringent az AG Weser építette Brémában. A gerincfektetésére 1908. november 2-án került sor, 1909. november 27-én bocsátották vízre és 1911. július 1-én adták át.
Az utolsóként elkezdett Oldenburgot a Schichau építette Danzigban. 1909. március 1-én volt a gerincfektetése, 1910. június 30-án bocsátották vízre és 1912. május 1-én adták át.
| Hajó         | Építő                            | Névadó                   | Gerinc lefektetése | Vízrebocsátás        | Átadás              | Későbbi sorsa                                                      |
| ------------ | -------------------------------- | ------------------------ | ------------------ | -------------------- | ------------------- | ------------------------------------------------------------------ |
| Helgoland    | Howaldtswerke Werft, Kiel        | Helgoland szigete        | 1908. november 11. | 1909. szeptember 25. | 1911. augusztus 23. | Morecambe-ben lebontották 1921-ben                                 |
| Ostfriesland | Kaiserliche Werft, Wilhelmshaven | Kelet-Frízföld           | 1908. október 19.  | 1909. szeptember 30. | 1911. augusztus 1.  | célhajóként elsüllyesztették a Henry-foknál (1921. július 21.)     |
| Thüringen    | AG Weser, Bréma                  | Türingia                 | 1908. november 2.  | 1909. november 27.   | 1911. július 1.     | célhajóként elsüllyesztették Gavres közelében (1921 augusztusában) |
| Oldenburg    | Schichau-Werke, Danzig           | Oldenburgi Nagyhercegség | 1909. március 1.   | 1910. június 30.     | 1912. május 1.      | Dordrechtben lebontották (1921)                                    |

## Szolgálatban
Az osztály egységei a német főerőket magában foglaló Nyílt-tengeri Flotta (Hochseeflotte) I. csatahajórajának I. divízióját alkották és számos hadműveletben részt vettek az Északi-tengeren, így a skagerraki csatában is. A Balti-tengeren is jelen voltak több akcióban, melyek közül az 1915 augusztusában a Rigai-öbölben végrehajtott hadművelet volt a legjelentősebb.

### Scarborough-i rajtaütés

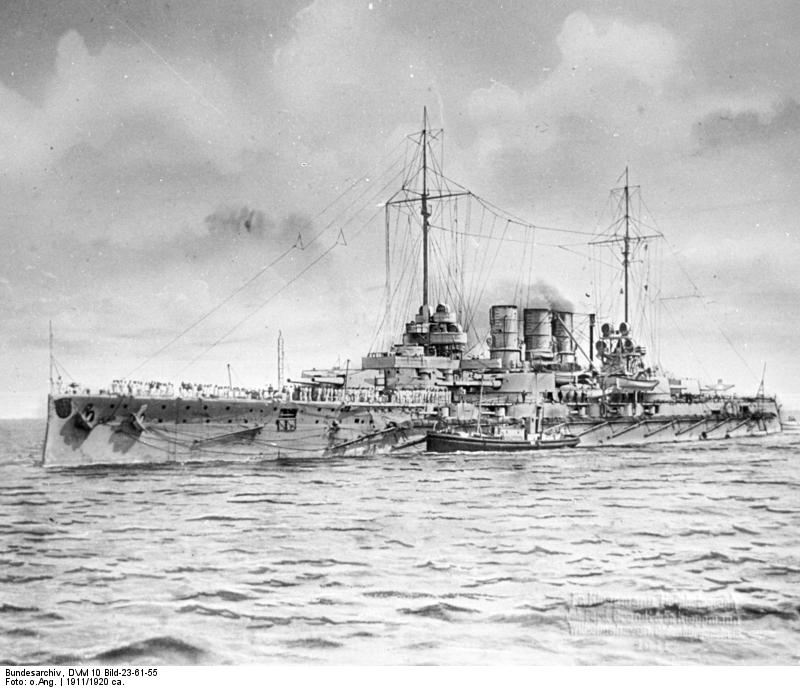
az Ostfriesland 1911-ben

A Helgoland-osztály egységeinek első jelentős hadművelete az 1914. december 15-16-án a kelet-angol partok ellen végrehajtott támadás volt. A célpontok bombázását Hipper ellentengernagy felderítő kötelékének csatacirkálói hajtották végre, miközben Friedrich von Ingenohl tengernagy a flotta zömével nagyjából az Északi-tenger közepén, mintegy 200 km-re keletre a támadott településektől elhelyezkedve biztosította az akciót.
A Royal Navy értesült a küszöbön álló német hadműveletről, de annak erejéről és pontos céljáról nem rendelkeztek információkkal. A brit admiralitás David Beatty 1. csatacirkálóraját és a mellé rendelt 2. csatahajórajt (számos kísérő könnyűcirkálóval és rombolóval) küldte ki a német csatacirkálók elfogására. Beatty a kötelékével egyenesen a Hochseeflotte főerői felé tartott. Reggel 07:15-kor (KEI) Beatty rombolói összefutottak a V 155 jelű német rombolóval, ami egy két órán át tartó, sokszor kis távolságból vívott tűzharchoz vezetett a két flotta könnyű erői között.
Az első találkozáskor a Helgoland-osztály csatahajói kevesebb mint 20 km-re, jóval lőtávolságon belül voltak a brit csatahajóktól, de a sötétben nem észlelték egymást és az ellenséges flották vezetői nem voltak tisztában a másik erőinek összetételével. Ingenohl tengernagy úgy ítélte meg, hogy a teljes brit flottával áll szemben és a császár utasításait követve kerülni igyekezett az összecsapást a Grand Fleettel, ezért 10 perccel az első észlelés után bal oldali fordulóval délkeleti irányra állt. A folyamatos támadások miatt a manővert csak 7:42-kor tudták befejezni. Körülbelül 40 percig a két flotta párhuzamosan haladt egymás mellett, míg 08:20-kor Ingenohl tovább fordult balra és ráállt a haza vezető irányra.
Sok tiszt dühös volt Ingenohl bátortalansága miatt és ezért nagyot csappant a tekintélye. Tirpitz főtengernagy (Großadmiral) később feljegyezte, hogy "Azon a december 16-ai napon Ingenohl a kezében tartotta Németország sorsát. Forr bennem a düh, amikor csak eszembe jut." A Moltke csatacirkáló kapitánya ennél maróbban fogalmazott azt állítva, hogy Ingenohl azért vonult vissza, mert "megijedt 11 brit rombolótól, melyeket könnyen meg lehetett volna semmisíteni (…) A jelenlegi vezetés mellett nem fogunk elérni semmit."
A Doggerbanki csata idején az osztály hajói kihajóztak a kikötőből Hipper cirkálóinak megsegítésére, de az összecsapásba már nem tudtak beleszólni.

### Rigai-öböl
1915. augusztus 3-án a Hochseeflotte több nehéz egységét átvezényelték a Balti-tengerre, hogy részt vehessenek a Rigai-öbölben tervezett támadó hadműveletben. A cél az orosz haditengerészeti erők, köztük a Szlava pre-dreadnought csatahajó semlegesítése, valamint a Deutschland aknarakó segítségével a Moon-szoros lezárása volt.
A Hipper tengernagy vezetése alatt álló német erőkhöz a Nassau- és a Helgoland-osztály 4-4 csatahajója (az I. csatahajóraj), három csatacirkáló (Seydlitz, Moltke, von der Tann) és a kísérő könnyű egységek tartoztak. A négy Helgoland-osztályú hajó nem hatolt be az öbölbe, hanem azon kívül maradva az aknatelepítési műveleteket kellett fedeznie az esetleges orosz erősítésekkel szemben.
Az oroszok által telepített védelmi aknamezők kiterjedése azonban nagyobb volt a vártnál és ezért megtisztításuk is tovább tartott a tervezettnél. A késlekedéshez az orosz haditengerészet kemény ellenállása is hozzájárult. A Deutschlandnak végül nem sikerült telepítenie az aknazárat és az antant tengeralattjáróinak a térségben való felbukkanásáról szóló jelentések miatt a német haditengerészeti erőket augusztus 20-án visszavonták. Előtte nap a Moltkét még megtorpedózta a brit E1 jelű tengeralattjáró, igaz az csak könnyebb sérüléseket szerzett.

### Skagerrak
A hajók részt vettek a skagerraki csatában (1916. május 31-június 1.), melynek során az I. csatahajóraj (Geschwader I) többnyire a csatavonal középső részén foglalt helyet Paul Behncke ellentengernagy III. csatahajóraja mögött és Franz Mauve ellentengernagy régi csatahajókból (pre-dreadnoughtokból) álló II. csatahajóraja előtt haladva. A divíziót vezető Erhard Schmidt altengernagy zászlóshajójaként az Ostfriesland szolgált.

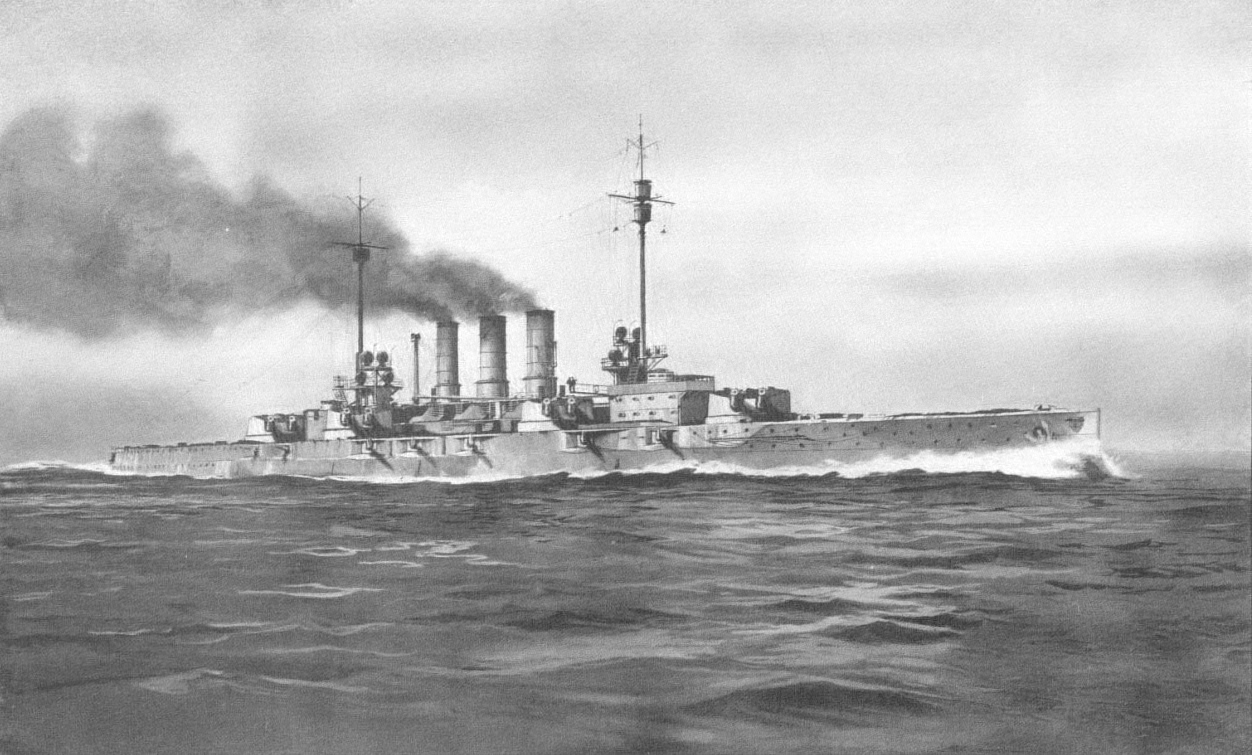
a felismerhetőség céljából készített brit rajz a tüzérségével jobbra célzó Helgolandról

A Helgoland-osztály egységei a csata első napján este 19:20-kor csatlakoztak be a harcba, mikor az Ostfriesland, a Helgoland, és a Thüringen tüzet nyitottak a Warspite-ra és a többi Queen Elizabeth-osztályú csatahajóra, melyek Hipper csatacirkálóit üldözték. Az Ostfrieslandot leszámítva a divízió csak négy percig volt harcban, mivel a német flotta kelet-északkeleti fordulót hajtott végre és emiatt hamar szem elől veszítették a brit csatahajókat. A Thüringen és a Helgoland ez idő alatt körülbelül 20 lövést adott le a nehéz lövegeivel. Az Ostfriesland azonban egészen 19:45-ig szemmel tudta tartani az ellenséget és csak ekkor szüntette be a tüzelést.
20:15-kor a harmadik 180 fokos forduló (Gefechtskehrtwendung) után a Helgolandot egy 152 mm-es lövedék találata érte az elülső részén. A lövedék egy 6 méteres lyukat ütött és szilánkokkal árasztotta el a hajó bal elejét. A sérülés következtében 80 tonna víz került a hajótestbe.
Röviddel éjfél után a Helgoland- és a Nassau-osztály hajói (az I. csatahajóraj) harcérintkezésbe kerültek a britek 4. romboló-flottillájával (4th Destroyer Flotilla), amiből kaotikus éjszakai küzdelem alakult ki. Ennek során a Nassau legázolta a Spitfire rombolót súlyos károkat okozva benne. A 4. flottilla az újrarendeződéshez szükséges rövid ideig megszakította a harcot, de 01:00-kor akaratlanul ismét belebotlott a német csatahajókba.
Az Oldenburg és a Helgoland tüzet nyitott az élen haladó két brit rombolóra, de egy brit lövedék eltalálta az Oldenburg elülső keresőfényét és repeszek érték felülről a parancsnoki hidat, melyek megsebesítették Hopfner kapitányt és megölték helyettesét, Rabius sorhajóhadnagyot valamint többeket másokat is, köztük a hajó kormányosát. Az Oldenburgot átmenetileg nem volt ki kormányozza, így fennállt annak veszélye, hogy összeütközik a sorban előtte vagy mögötte haladó egységgel. A sérült Hopfner kapitány ragadta meg a kormánykereket és visszamanőverezte a hajót a csatasorba.
Röviddel 01:00 után a Thüringen és a Nassau összetalálkozott az eltévedt és tévedésből a német csatasorba besorolni igyekvő Black Prince-el. A Thüringen nyitott először tüzet és 27 nagy kaliberű és 24 közepes kaliberű lövedékkel tömte meg. A Nassau és az Ostfriesland, majd a Friedrich der Große is csatlakozott hozzá a lövetésben. Egy német szemtanú erre így emlékezett vissza:
|  | „ (A Black Prince) félelmetes és megkapó látványt nyújtott, ahogy a csatavonal mellett elmaradva vadul lángolt, majd több kisebb robbanás után egy hatalmas detonációval eltűnt a víz színéről teljes legénységével együtt. ” |
|  | |

Ekkorra a brit 4. romboló-flottilla nagyrészt már megszűnt harcoló alakulatként létezni. A néhány megmaradt súlyosan megrongált egysége szétszóródott és nem játszott már tovább szerepet a csatában.
A hazatérés után a Helgoland és a Thüringen valamint a Nassau-osztályú Posen és Westfalen csatahajók a Jade torkolatában foglaltak el védelmi állást az éjszakára.
A csata ideje alatt a hajók csak könnyebb sérüléseket szenvedtek. A Helgolandot érte egy 152 mm-es találat, de csak minimális károkat szenvedett. Az Oldenburgot egy közepes űrméretű lövedék érte és személyzetéből 8 fő elesett, 14 megsebesült. Az Ostfriesland és a Thüringen sértetlenül került ki az összecsapásból, de előbbi a hazaúton aknára futott, ami miatt Wilhelmshavenben hosszabb javításra szorult. Legénységéből egy fő életét veszítette, 10 fő megsebesült.

### A háború után

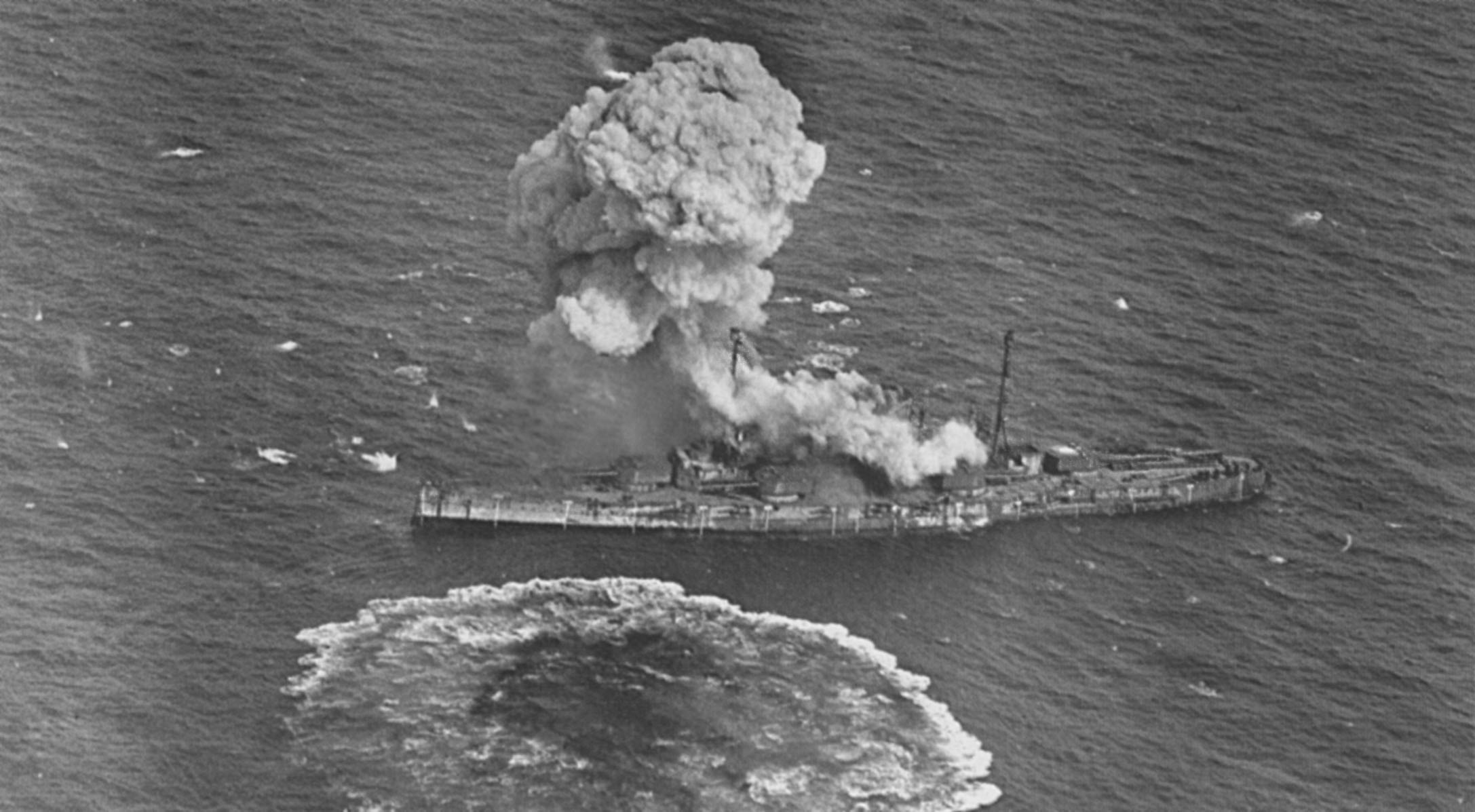
az Ostfriesland lángokban áll, miután találatok érték egy 1921-ben végrehajtott bombázási gyakorlaton

Az osztály egységei a skagerraki csata után részt vettek még két hadműveletben az év folyamán az Északi-tengeren, de ezek során nem találkoztak ellenséges erőkkel, mint ahogy az 1918 áprilisában végrehajtott előretörés során sem. A hajók nem szerepeltek az internálandó hajók listáján, de miután a személyzetük a Scapa Flow-ban fogva tartott hajókat elsüllyesztette, hogy azok ne kerülhessenek az antant kezére, pótlásul a Helgoland-osztály hajóit is elkobozták. 1919. november 5-én mind a négy egységet törölték a flotta állományából. A Helgoland a britekhez került és 1921-ben Morecambe-ben lebontották. Az orrát díszítő ornamentikát később visszaszolgáltatták Németországnak és jelenleg a Drezdai Hadtörténeti Múzeumban (Militärhistorisches Museum der Bundeswehr) van kiállítva. Az Oldenburgot Japán kapta meg, de az nem került hozzájuk. Eladták azt egy brit hajóbontó vállalatnak, mely 1921-ben Dordrechtben lebontotta. A Thüringen Franciaországnak jutott és legénysége kis híján elsüllyesztette 1920-ban útban Cherbourg felé. Célhajónak használták, míg nem 1923-ban Gavres-nél (Lorient előtt) partra nem futott. Helyben bontották le, de a hajótest egy része a partok előtt maradt.
Az Ostfrieslandot az Egyesült Államok kapta meg ahol rövid szolgálat után szintén célhajóként alkalmazták a légierő képességeinek demonstrálására. A Billy Mitchell tábornok által levezetett légitámadások során 1921. július 21-én süllyedt el a virginiai Henry-fok közelében. A hajó 12:40-kor süllyedt el számos bombatalálat és közeli becsapódás elszenvedése következtében. A tesztek eredményeinek értékelése nagy vitát váltott ki, mivel sokan úgy vélték, ha a csatahajó manőverezhetett volna, akkor elkerülhette volna a találatokat, és amennyiben mégis találat érte volna, a kármentesítő csapatok meg tudták volna akadályozni az elsüllyedését.
Az Ostfriesland jelenleg is elsüllyesztésének helyén található.

## Linkek
- Helgoland-osztály (sms-navy.com)
- Leírás az osztály hajóiról (german-navy.de)